# 부산창조경제혁신센터
부산창조경제혁신센터(釜山創造經濟革新센터, Busan Center for Creative Economy & Innovation)는 정부·지방자치단체·민간 간 협력을 통한 창조경제 실현 및 확산에 기여하기 위하여 설립된 재단법인이다. 부산광역시 해운대구 센텀중앙로 78 센텀그린타워 3층에 있고, 시제품제작실은 부산광역시 해운대구 센텀동로 45 웹스빌딩 2층에 있다.

## 관련 규정
- 창조경제 민관협의회 등의 설치 및 운영에 관한 규정[4]

## 연혁
- 2014년 11월 17일 초대 조홍근 센터장 취임
- 2015년 1월 26일 부산창조경제혁신센터 재단법인 설립 허가
- 2015년 2월 3일 부산창조경제혁신센터 재단법인 설립 등기
- 2015년 3월 16일 부산창조경제혁신센터 출범식[5]
- 2015년 7월 31일 부산창조경제협의회 창립회의 개최
- 2016년 3월 4일 고용존 구축 및 운영

## 조직

### 부산창조경제혁신센터
대표 김용우

## 같이 보기
| - 서울창조경제혁신센터 - 인천창조경제혁신센터 - 경기창조경제혁신센터 | - 강원창조경제혁신센터 | - 세종창조경제혁신센터 - 충북창조경제혁신센터 - 대전창조경제혁신센터 - 충남창조경제혁신센터 | - 전북창조경제혁신센터 - 광주창조경제혁신센터 - 빛가람창조경제혁신센터 - 전남창조경제혁신센터 - 광양창조경제혁신센터 | - 대구창조경제혁신센터 - 경북창조경제혁신센터 - 포항창조경제혁신센터 - 울산창조경제혁신센터 - 경남창조경제혁신센터 | - 제주창조경제혁신센터 | - 민관합동창조경제추진단 - 부산신용보증재단 - 부산항만공사 - 부산항보안공사 - 부산정보산업진흥원 - 부산과학기술기획평가원 - 부산발전연구원 - 부산테크노파크 - 부산은행 |